# تاوراگه
تاوراگه (به لاتین: Tauragė) در لیتوانی با جمعیت ۲۶٬۴۴۴ نفر است که در شهرستان تاوراگه واقع شده‌است.